# Zhang Xianghua
Zhang Xianghua (xinès: 張香花)  (valor desconegut, 10 de maig de 1968) és una ex-remadora xinesa que va competir sota bandera durant la dècada de 1980.
El 1988 va prendre part en els Jocs Olímpics de Seül, on disputà dues proves del programa de rem. Guanyà la medalla de plata en la competició del quatre amb timoner, formant equip amb Hu Yadong, Li Ronghua, Yang Xiao i Zhou Shouying; i la de bronze en la prova del vuit amb timoner.